# Nicanor (fils d'Antipater)
Pour les articles homonymes, voir Nicanor.
Nicanor (grec ancien : Νικάνωρ, Nikanôr), v. 350-317 av. J.-C., est un fils d'Antipater et le frère de Cassandre. Il est assassiné sur ordre d'Olympias.

## Biographie
Fils d'Antipater, le régent de Macédoine, il semble que Nicanor ait passé la période des conquêtes d'Alexandre le Grand à la cour de Pella. En 317 av. J.-C., consécutivement à l'assassinat de Philippe III et d'Eurydice, Olympias le fait mettre à mort, affirmant venger la mort d'Alexandre qui aurait été empoisonné sur ordre d'Antipater.